# Léon Galli
Pour les articles homonymes, voir Galli.
Léon Galli, né le 29 avril 1946 à Marseille, est un footballeur français devenu entraîneur.

## Biographie
Léon est issu d'une famille d'immigrés italiens venus s'installer et vivre à Marseille. Quand il évoluait à l'OM, il travaillait également comme vendeur de pantalons en habitant dans le quartier marseillais de Frais-Vallon. C'est la pratique du football en tant que sportif qui lui a permis de mieux vivre, lui ayant obtenu son certificat d'études et titulaire d'une formation de typographe.

### Carrière de joueur
Ce marseillais pure souche a joué de 1963 à 1970 à l'Olympique de Marseille en tant que milieu de terrain. Durant toute sa carrière, il a arpenté de nombreux clubs des Bouches-du-Rhône, de la Drôme et des Cévennes.

### Carrière d'entraîneur
En 1978, il devient entraîneur-joueur à Salon-de-Provence pendant deux ans et devient champion de la deuxième division de District de Provence. Avant d'aller tenter sa chance sans succès à l'Aix-en-Provence. En effet, Léon ne parvient pas à maintenir le club en Division 3.

#### Première ascension avec Endoume
Il part entraîner l’US Endoume ensuite, un club de Promotion d'Honneur A , l'équivalent de la septième division. De 1982 à 1989, il fait grimper les marseillais de l'US Endoume de la Promotion d'Honneur A à la Division 4. Il quitte le club en novembre 1989, et rejoint le mois suivant l’US Marignane. C'est lors de la saison 1994-1995 qu'il fait monter Marignane en Division d’Honneur.
Lors de la saison 1996-1997, il est entraîneur adjoint au FC Martigues avec Patrick Parizon. La saison suivante, il rejoint une nouvelle fois Endoume qu'il fait monter en CFA, mais le club fait l'ascenseur et retrouve la saison d'après le CFA 2. Après deux années sans entraîner, il relève le défi de l’AS Carnoux, mais quitte le club en avril 2002 pour l’ES Vitrolles. Lors de la saison 2002-2003, Léon fait monter Vitrolles en CFA, mais l'aventure tourne court puisqu’il quitte le club en juin 2003.

#### L'épopée avec Cassis-Carnoux
En juillet 2003, il revient au SO Cassis-Carnoux, où le club passe de la Division d’Honneur au CFA en deux saisons. Le 17 mai 2008, le Stade olympique Cassis-Carnoux, qui évolue alors en CFA, rejoint le National en 2008-2009 en battant le Gap Hautes-Alpes Football Club sur le score de 1 à 0 grâce à un but de Christophe Aubanel. Il quitte le SOCC en juin 2009 après avoir fini 14e de National et avoir maintenu le club en National.

#### Montée en National avec Consolat
Sans club depuis son départ de l'US Marignane, il rejoint Consolat Marseille durant l'été 2013. Le 24 mai 2014, à la suite de la victoire de Consolat sur le score de 3 à 0 face à l'AS Cannes au stade Pierre de Coubertin, il permet au club phare des quartiers nord de Marseille de rejoindre pour la première fois de son histoire le troisième échelon national, un véritable exploit au vu des moyens dérisoires dont dispose le club phocéen. Le 4 juin 2014, il quitte le club à la suite d'un désaccord avec la direction du club.

#### Nouveau départ avec l'Étoile Sportive Pennoise
À la suite de son départ de Consolat, il se met d'accord avec son ancien Président au Stade Olympique Cassis Carnoux, Jean-Claude Fisher, pour venir entrainer l'Étoile Sportive Pennoise en CFA 2, avec son compère de toujours, Didier Camizuli. Leur présentation officielle sera faite le  5 juin 2014.
Il rejoint ensuite Abagne d'où il est débarqué en avril 2018. Il est ensuite annoncé à Istres.
En octobre 2018, il rejoint l'Athlético Marseille  en remplacement de Nicolas Usaï.

## Palmarès

### En tant qu'entraîneur
- Coupe de Provence (6) : 
  - Champion : 1987, 1994, 1995, 1996, 2007, 2010,

- CFA/Division 4 (3)
  - Champion du groupe C : 2008, 2014
  - Champion du groupe H : 1990

- CFA 2/Division 5 (2)
  - Champion du groupe D : 1997, 2005
  - Vice-champion : 1998, 2003

- DH Méditerranée (1) : 
  - Champion : 1988
  - Vice-champion : 2004

- DHR Méditerranée (4) : 
  - Champion : 1985, 1987, 1995, 2002

- PHA Méditerranée (1) : 
  - Champion : 1984

- PHB Méditerranée (2) : 
  - Champion : 1991, 1993

- 2e Division de District de Provence (1) : 
  - Champion : 1978